# 포티지 (미시간주)

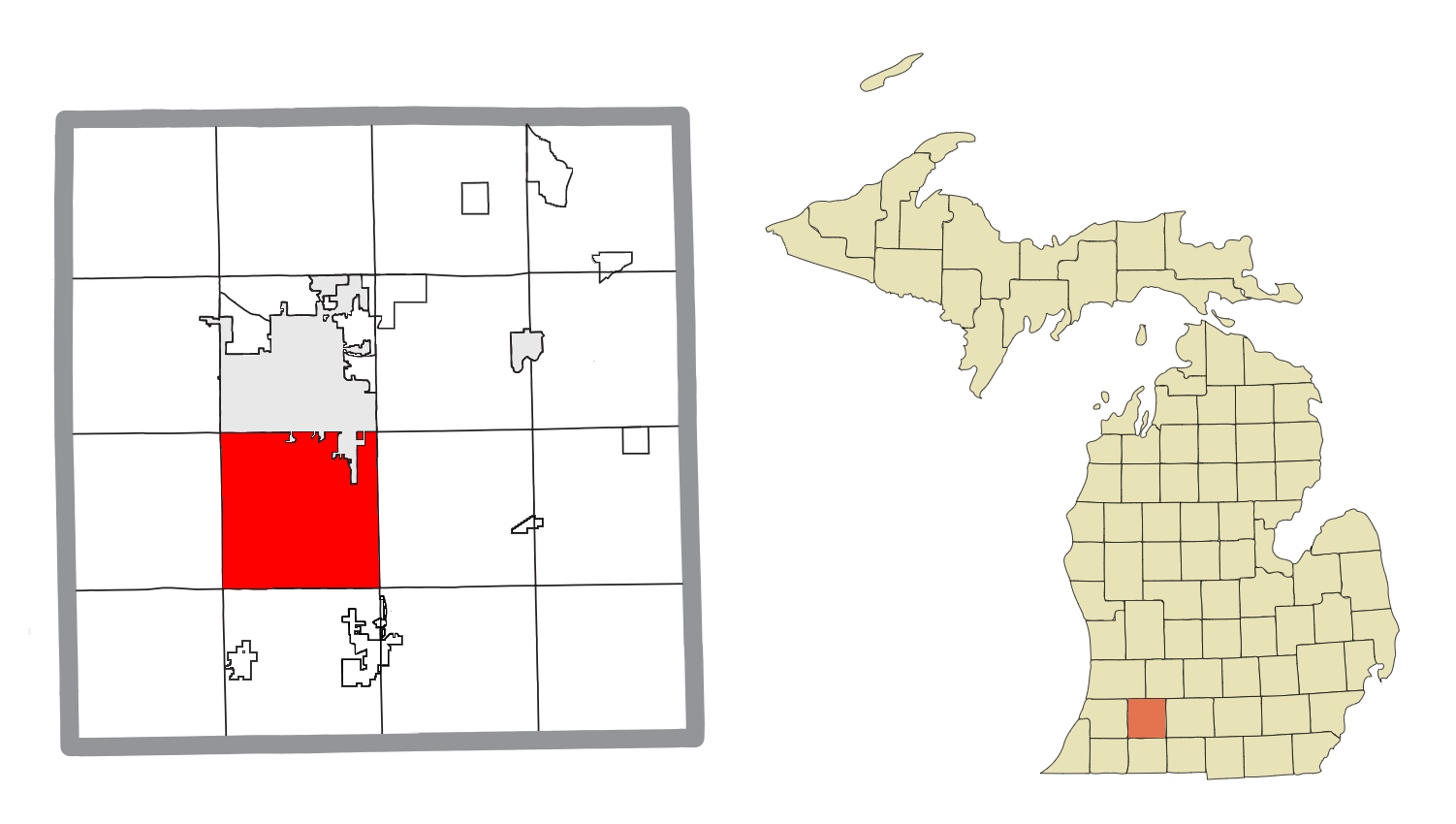

포티지(Portage)는 미국 미시간주 캘러머주군의 도시이다. 2020년 미국 인구 조사 기준 인구 수는 48,891명이다.

## 역사
포티지는 1830년에 정착되었고, 나중에 1963년에 통합되었다.
2024년 5월 7일, 이 도시는 급이 높은 EF2 토네이도의 강타로 주택과 재산에 심각한 피해를 입혔다. 토네이도로 인해 지붕 일부가 붕괴된 후 페덱스 유통 센터가 심하게 손상되었다. 500개 이상의 건물이 피해를 입었고 스트립 몰을 포함해 60개 건물이 파괴되었다.

## 인구
| 인구조사              | 인구   | Note | %±    |
| --------------------- | ------ | ---- | ----- |
| 1970년                | 33,590 |      | —     |
| 1980년                | 38,157 |      | 13.6% |
| 1990년                | 41,042 |      | 7.6%  |
| 2000년                | 44,897 |      | 9.4%  |
| 2010년                | 46,292 |      | 3.1%  |
| 2020년                | 48,891 |      | 5.6%  |
| U.S. Decennial Census |        |      |       |